# Armañanzas
Armañanzas – gmina w Hiszpanii, w Nawarze, o powierzchni 12,38 km². W 2011 roku gmina liczyła 60 mieszkańców.